# 聖火令
聖火令，是金庸武俠小說《倚天屠龍記》中明教代表教主權威的寶物，也可用來當成兵器應敵。

## 《倚天屠龍記》
波斯明教的鎮教聖物，為白金玄鐵和金剛砂混和鑄成，質地堅硬無比，且難以熔鑄，共十二枚，長短大小各不相同，似透明，非透明，令中隱隱有火焰飛騰，顏色變幻，其中六枚上皆刻有「山中老人」哈桑·沙巴所鑄的武功精要。另有六枚聖火令，上面刻有明教申令的三大令、五小令。
聖火令乃當年波斯“山中老人”霍山所鑄，刻著他畢生武功精要。後來聖火令和明教同時傳入中土，向為中土明教教主的令符，見聖火令如見教主，但自第三十一代教主石教主之時，便已失落，後輾轉為波斯商賈所得，又傳回波斯明教，波斯明教鑽研聖火令上的文字記載結合殘留的乾坤大挪移心法，變出一門古怪奇詭的功夫出來。數十年間，波斯明教中職份較高之輩人人武功陡進。
聖火令不單是代表教主命令的令符，也能當成兵器使用，聖火令之堅硬連屠龍刀也砍不斷，由此波斯三使曾用來與張無忌交手。張無忌聯合楊逍、殷天正挑戰少林金剛伏魔圈時，三人也用聖火令當兵刃。而張無忌亦曾用聖火令迎戰過成昆手下。

## 聖火令神功
記錄在聖火令上的武功，是山中老人霍山畢生武功精華，部分要訣是「應左則前，須右乃後，三虛七實，無中生有」，使波斯三使的武功平添許多奇幻，張無忌奪得聖火令後加以研習，對上武當四俠、渡難、渡厄跟渡劫三僧跟玄冥二老等人時曾經使用。這門武功施展時看來顛三倒四，實則中藏奇奧變化，比之正路功夫又難得多。種種怪異身法，每一招都足以迷亂敵人眼光，似左實右，似前實後。但霍山本非正人君子，這門武功修練若久，有誤入魔道之危。